# Ådselgraveren
Ådselgraveren er en undervisningsfilm instrueret af Erik R. Knudsen efter eget manuskript.

## Handling
Ådselgraverens liv over larve- og puppestadierne til dens død efter æglægning i nedgravede ådsler. Der lægges især vægt på at vise dyrets betydning for naturens husholdning gennem dets arbejde med at bortskaffe døde smådyr.